# 2014년 동계 올림픽 몰타 선수단
2014년 동계 올림픽 몰타 선수단은 2014년 2월 7일부터 23일까지 러시아 소치에서 열린 2014년 동계 올림픽에 참가한 올림픽 몰타 선수단이다.

## 메달 집계
| 종목 | 1 | 2 | 3 | 합계 |
| 종목 | ' | ' | ' | '    |
| 종목 | ' | ' | ' | '    |
| 종목 | ' | ' | ' | '    |
| 합계 | ' | ' | ' | '    |